# Neonerita curta
Neonerita curta là một loài bướm đêm thuộc phân họ Arctiinae, họ Erebidae.